# Boarmia adelphodes
Boarmia adelphodes är en fjärilsart som beskrevs av Edward Meyrick 1892. Boarmia adelphodes ingår i släktet Boarmia och familjen mätare. Inga underarter finns listade i Catalogue of Life.